# Phlegra fulvastra
Phlegra fulvastra är en spindelart som först beskrevs av Simon 1868.  Phlegra fulvastra ingår i släktet Phlegra och familjen hoppspindlar. Inga underarter finns listade i Catalogue of Life.